# Ebisu (Tokyo)
Ebisu (恵比寿?) è un quartiere di Shibuya, Tokyo, in Giappone.

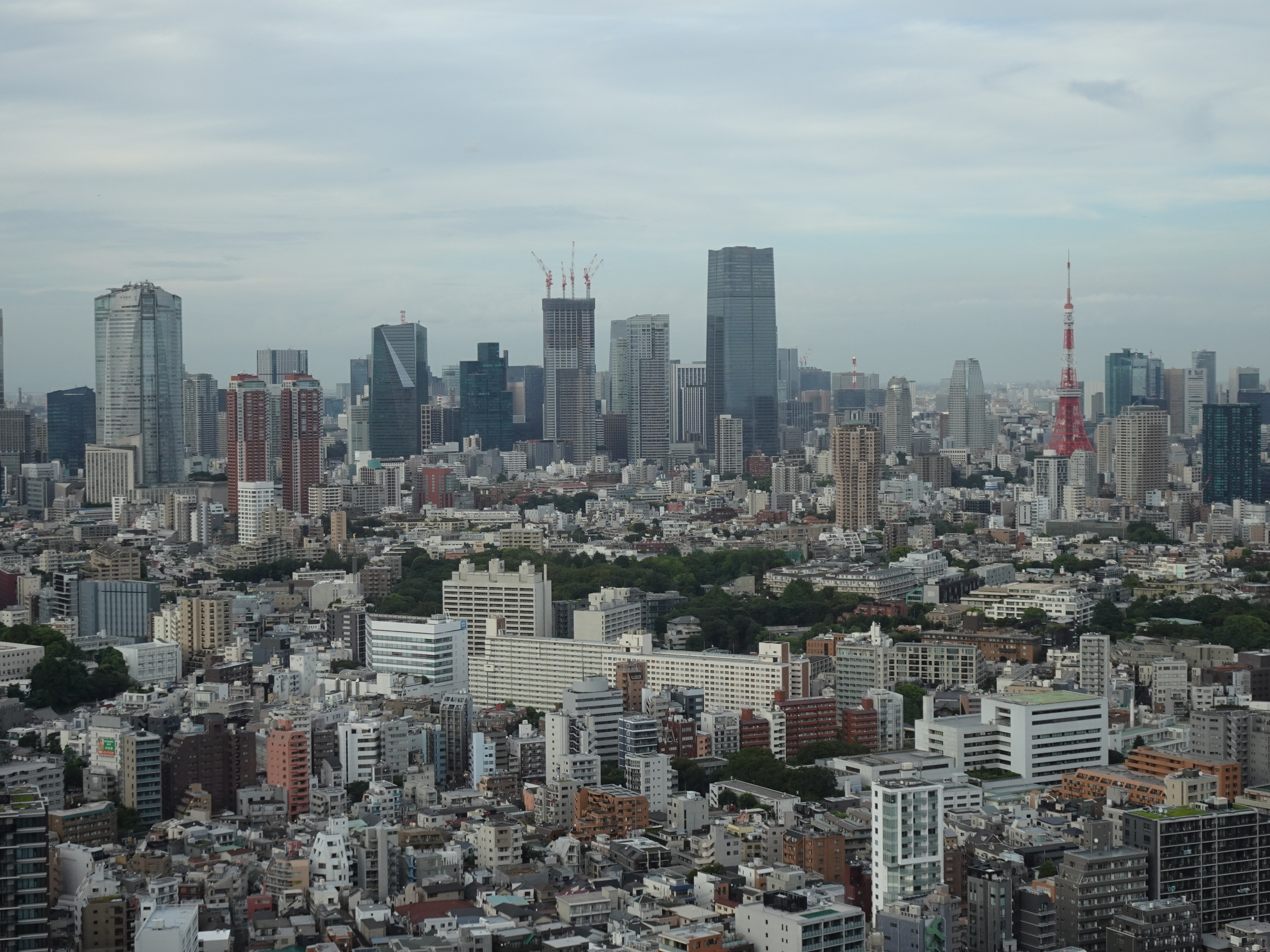
Il quartiere di Ebisu

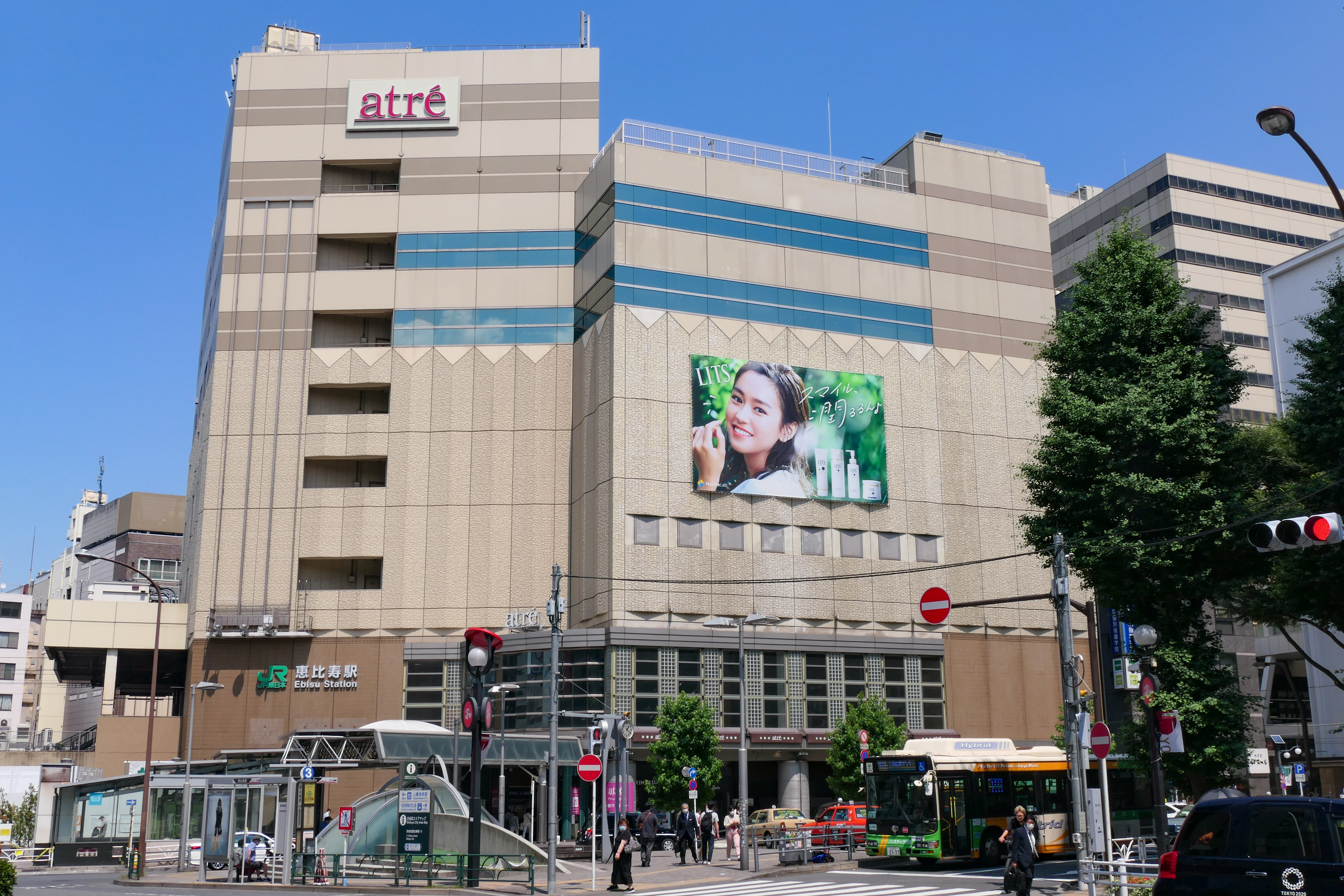
altre Ebisu(アトレ恵比寿)

È attraversato da un importante viale sotto il quale viaggia la Hibiya Line della metropolitana che a Ebisu incrocia la Yamanote Line e altre tre linee della JR (Stazione di Ebisu).
Gli edifici sono mediamente alti soprattutto nei pressi della Yamanote Line.
Nella zona ci sono più di dieci edifici scolastici ed un importante ospedale.

## Nella cultura di massa
Il nome del gruppo musicale Shiritsu Ebisu Chūgaku si riferisce a questo quartiere.